# Mario Botta

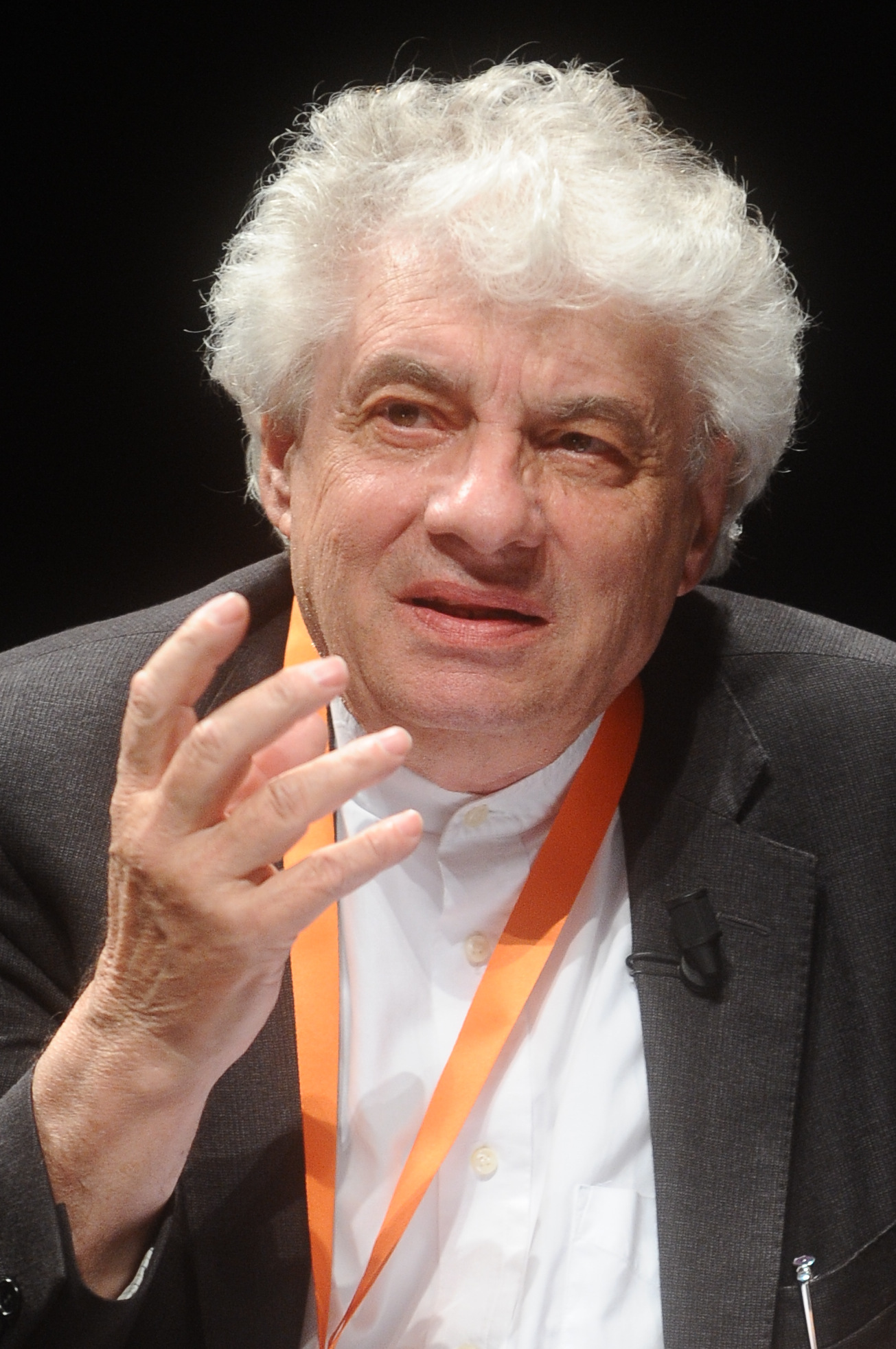
Mario Botta

Mario Botta (Mendrisio, Ticino, 1 de abril de 1943) é um arquiteto suíço.

## Biografia
Começou sua atividade profissional aos 15 anos, quando abandonou os estudos e decidiu trabalhar como desenhista no escritório de Tita Carloni e Luigi Camanish (dois importantes arquitetos da região do Ticino). Somente depois da experiência profissional, Mario Botta acreditou estar preparado para estudar Arquitetura.
Como na região onde habitava não havia escolas de Arquitetura na ocasião, havia a opção de estudar em Zurique, Milão ou Veneza. Mario Botta optou por Veneza, embora tenha estudado na Escola de Arte de Milão antes de iniciar o curso de Arquitetura no Instituto Universitario di Architettura (IUA), em Veneza, onde graduou-se em 1969.
Sua obra possui influências da arquitetura de Le Corbusier, Louis Kahn e Carlo Scarpa, com quais teve contato durante o curso em Veneza. Carlo Scarpa foi, além de professor, orientador de sua tese.
Iniciou sua atividade de arquiteto em 1970, em Lugano, Suiça.
A matéria-prima mais usada pelo arquiteto é o “laterizio” – espécie de tijolo usado pelos romanos antigos -, pela capacidade de flexibilidade, solidez e expressividade.